# Samsung Galaxy S (smartphone)
Cet article concerne le premier modèle d'une gamme de smartphones. Pour l'ensemble de la gamme, voir Samsung Galaxy S (gamme).
Le Samsung Galaxy S (nom de fabrique : Samsung GT-I9000) est un téléphone mobile de type  smartphone sous Android disponible sorti le 4 juin 2010. Il fait partie de la gamme Galaxy S. Il ouvre la voie au lancement de la série des Galaxy S de Samsung.

## Présentation
Il utilise le système d'exploitation mobile Android de Google (nativement en version 2.1, mais avec une mise à jour en 2.2 Froyo et actuellement sous 2.3 Gingerbread).
Il est doté d'un processeur cadencé à 1 GHz contre les 800 MHz de son concurrent direct, l'iPhone 4 d'Apple. Le Galaxy S dispose aussi d'un processeur graphique plus puissant.
Son écran tactile de 4" utilise la technologie exclusive "Super AMOLED" de son fabricant.
Ce smartphone est doté d'un système de positionnement GPS et fourni avec une application de localisation via le service Google Maps.
Il possède une surcouche de Samsung TouchWiz 3.0, reprenant ainsi quasiment à l'identique le concept présent dans le tout nouveau système d'exploitation Bada de Samsung incorporé dans le  Samsung Wave (S8500) sorti dans cette même période.
3 évolutions du Galaxy S sont sorties : la SCL (en avril 2011), la Plus (en septembre 2011), et la Advance (en mai 2012).

## Versions d'Android

### Officielles
Voici la liste des versions d'Android sorties officiellement pour cet appareil :
- Android 2.1 (Eclair) [4]
- Android 2.2 (FroYo) [5]
- Android 2.2.1 (FroYo) [6]
- Android 2.3.2 (Gingerbread) [7]
- Android 2.3.3 (Gingerbread) [8]
- Android 2.3.4 (Gingerbread) [9]
- Android 2.3.5 (Gingerbread) [10]
- Android 2.3.6 (Gingerbread) [Value Pack][11]

### Non officielles
Les possesseurs du Galaxy S réclament une mise à jour vers Android 4.0 mais Samsung a décidé de sortir une version 2.3.6 nommé "Value Pack" contenant des fonctions d'Android 4.0. Des internautes ont décidé de lancer une pétition à l'intention de Samsung afin d'obtenir cette mise à jour de la part du constructeur coréen.
Officieusement, des développeurs non affiliés à Samsung continuent de mettre à jour le smartphone, il y a l'équipe de CyanogenMod mais aussi d'autres équipes de développeurs qui publient leurs travaux soit sur leur propre site soit sur le forum XDA developers[source secondaire souhaitée]. Grâce à eux, il existe des portages d'Android 4.0 (alias ICS ou Ice Cream Sandwich) et aussi d'Android Jelly Bean Android 4.1.x, 4.2.x et 4.3.x (alias JB ou JellyBean) ainsi que Android 4.4 (alias KitKat) en version nightly pour le smartphone[source secondaire souhaitée].
Les portages les plus suivis (mis à jour) sont :
- Le portage de la Team CyanogenMod[14] qui supporte désormais l'appareil en version 10, 10.1 et 10.2 stables, ou encore en version 11 "Nightly" (version utilisable soumise à bogues mais en cours de développement[Quand ?]).
- Le portage de la Team AOKP (Android Open Kang Project) qui est un portage multiplateforme disposant de nombreux outils de customisation[source secondaire souhaitée].
- Le portage de la Team CNA (CodeNameAndroid) qui est ressemble beaucoup au portage AOKP car customisable et multiplateforme aussi[source secondaire souhaitée].
- Le portage de la Team ICSSGS[source secondaire souhaitée].

## Successeur
Son successeur, le Samsung Galaxy S II, est commercialisé depuis mai 2011 dans de nombreux pays du monde.

## Ventes
À la mi-décembre 2010, Samsung annonce avoir vendu 9,3 millions d’unités.
En juin 2011, il s'en serait vendu environ 15 millions d'exemplaires et en janvier 2013 à 24 millions.